# Grand Prix Monako 1966

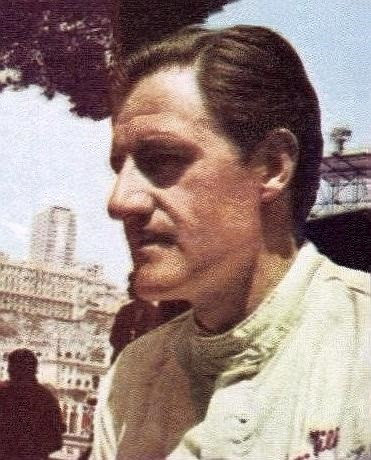
Graham Hill podczas Grand Prix Monako 1966

Grand Prix Monako 1966 (oryg. Grand Prix Automobile de Monaco) – 1. runda Mistrzostw Świata Formuły 1 w sezonie 1966, która odbyła się 22 maja 1966, po raz 13. na torze Circuit de Monaco.
24. Grand Prix Monako, 13. zaliczane do Mistrzostw Świata Formuły 1.

## Klasyfikacja
| Legenda oznaczeń w tabelach wyników Wyświetl szablon na nowej stronie | Legenda oznaczeń w tabelach wyników Wyświetl szablon na nowej stronie                                                                     |
| Oznaczenie                                                            | Wyjaśnienie |
| --------------------------------------------------------------------- | --- |
| Złoty                                                                 | Zwycięzca lub mistrzostwo |
| Srebrny                                                               | 2. miejsce lub wicemistrzostwo |
| Brązowy                                                               | 3. miejsce lub II wicemistrzostwo |
| Zielony                                                               | Ukończył, punktował (w klasyfikacji generalnej, gdy zdobył co najmniej jeden punkt na przestrzeni sezonu, poza trzema powyższymi opcjami) |
| Niebieski                                                             | Ukończył, nie punktował (w klasyfikacji generalnej, gdy nie zdobył co najmniej jednego punktu na przestrzeni sezonu)                      |
| Czerwony                                                              | Nie zakwalifikował się (NZ) |
| Czerwony                                                              | Nie prekwalifikował się (NPK) |
| Różowy                                                                | Nie ukończył (NU) |
| Różowy                                                                | Niesklasyfikowany (NS) (w klasyfikacji generalnej, gdy nie został sklasyfikowany w żadnym wyścigu sezonu)                                 |
| Czarny                                                                | Zdyskwalifikowany (DK) |
| Czarny                                                                | Wykluczony (WYK/EX) |
| Biały                                                                 | Nie wystartował (NW) |
| Biały                                                                 | Kontuzjowany (K/INJ) |
| Biały                                                                 | Wyścig odwołany (OD/C) |
| Bez koloru                                                            | Został wycofany (WYC/WD) |
| Bez koloru                                                            | Nie przybył (NP/DNA) |
| Bez koloru                                                            | Nie brał udziału w treningach (NT/DNP) |
| Bez koloru                                                            | Nie został zgłoszony (–) |
| Pogrubienie                                                           | Start z pole position |
| Kursywa                                                               | Najszybsze okrążenie wyścigu |
| †                                                                     | Nie ukończył, ale jego rezultat został zaliczony ze względu na przejechanie więcej niż 90% dystansu wyścigu.                              |
| *                                                                     | Sezon w trakcie |
| 1/2/3                                                                 | Punktowana pozycja w sprincie kwalifikacyjnym                                                                                             |
| Lista systemów punktacji Formuły 1                                    | |

| Pos | No | Kierowca        | Konstruktor     | Okrążeń | Czas/powód NU      | Poz. Start. | Punktów |
| --- | -- | --------------- | --------------- | ------- | ------------------ | ----------- | ------- |
| 1   | 12 | Jackie Stewart  | BRM             | 100     | 2:33:10.5          | 3           | 9       |
| 2   | 16 | Lorenzo Bandini | Ferrari         | 100     | + 40.2             | 5           | 6       |
| 3   | 11 | Graham Hill     | BRM             | 99      | + 1 okrążenie      | 4           | 4       |
| 4   | 19 | Bob Bondurant   | BRM             | 95      | + 5 Okrążeń        | 16          | 3       |
| NU  | 9  | Richie Ginther  | Cooper-Maserati | 80      | Przen. napędu      | 9           |         |
| NS  | 21 | Guy Ligier      | Cooper-Maserati | 75      | Nie sklasyfikowany | 15          |         |
| NS  | 18 | Joakim Bonnier  | Cooper-Maserati | 73      | Nie sklasyfikowany | 16          |         |
| NU  | 4  | Jim Clark       | Lotus-Climax    | 60      | Zawieszenie        | 1           |         |
| NU  | 10 | Jochen Rindt    | Cooper-Maserati | 56      | Silnik             | 7           |         |
| NU  | 14 | Jo Siffert      | Brabham-BRM     | 35      | Sprzęgło           | 13          |         |
| NU  | 6  | Mike Spence     | Lotus-BRM       | 34      | Zawieszenie        | 12          |         |
| NU  | 7  | Jack Brabham    | Brabham-Repco   | 17      | Skrz. biegów       | 11          |         |
| NU  | 17 | John Surtees    | Ferrari         | 16      | Przen. napędu      | 2           |         |
| NU  | 8  | Denny Hulme     | Brabham-Climax  | 15      | Przen. napędu      | 6           |         |
| NU  | 2  | Bruce McLaren   | McLaren-Ford    | 9       | Wyciek oleju       | 10          |         |
| NU  | 15 | Bob Anderson    | Brabham-Climax  | 3       | Silnik             | 8           |         |